# Иван Теодоров (лекар)
Вижте пояснителната страница за други личности с името Иван Теодоров.
Иван Теодоров е български лекар.

## Биография
Роден е през 1848 г. в Тулча. Работи като околийски лекар в Търговище, Севлиево, Разград и Силистра, завежда хирургичното отделение в Русе. Извършва хирургически операции. По-късно е управител на болницата в Русе и окръжен лекар във Варна.